# Koranübersetzung

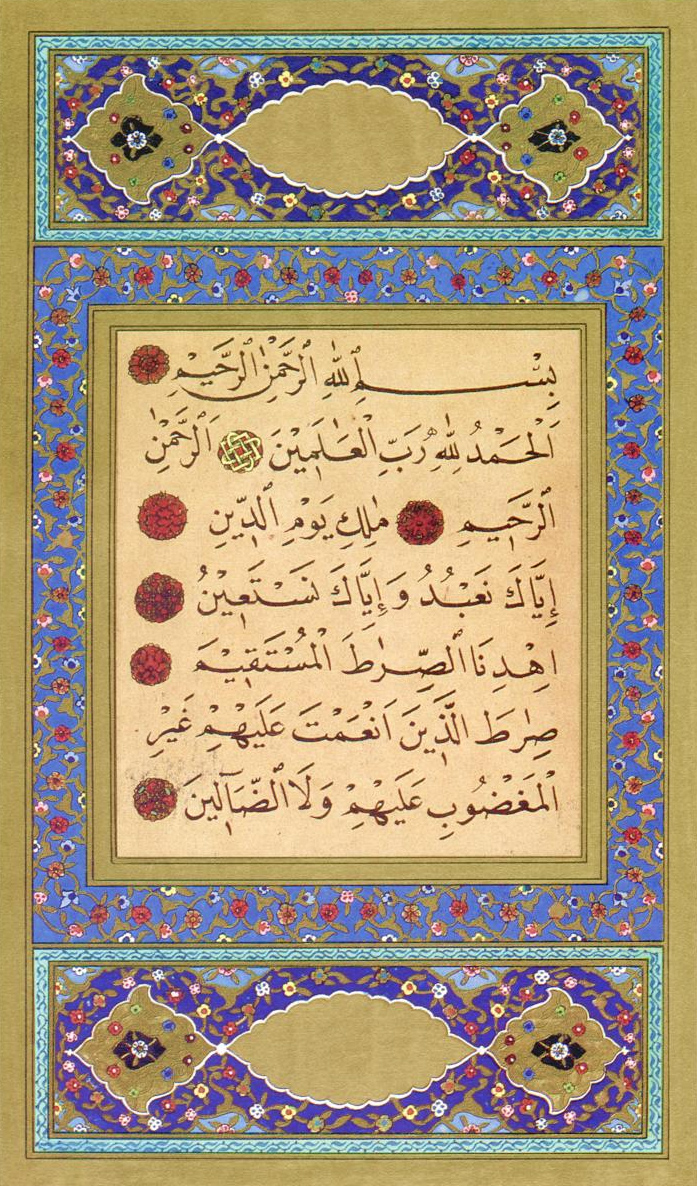
Die erste Sure in einer Handschrift von Hattat Aziz Efendi (Transkription und Übersetzung auf der Bildbeschreibungsseite)

Eine Koranübersetzung ist die inhaltliche Wiedergabe des Korans in einer anderen Sprache als der arabischen Ausgangssprache. Eine absolut eindeutige Übersetzung in andere Sprachen ist, wie bei allen Übersetzungen, unmöglich, weil jede Übersetzung zugleich eine Interpretation ist. Daher, und wegen entsprechend lautender Suren, wird von islamischen Theologen das Studium des Korans im arabischen Originaltext empfohlen.
Im deutschen Sprachgebrauch bezeichnet der Koran den Text an sich, auch in seinen Übersetzungen. Für viele Muslime hingegen ist das Wort Koran reserviert für den Text in arabischer Schrift, wobei es je nach sog. Lesart des Korans Abweichungen gibt (siehe auch Koran#Die Sammlung des Korans). Eine Übersetzung wird bei diesem engeren Begriffsverständnis meist als „Erläuterung des Korantextes“ oder „Bedeutung des Korans“ bezeichnet. Dies kann beim Leser, der einen Korankommentar oder eine Übersetzung sucht, zu Irritationen führen.

## Geschichte der Übersetzung
Aus byzantinischer Zeit sind Fragmente einer griechischen Koranübersetzung erhalten, doch wurde er in Europa erst durch eine lateinische Übersetzung bekannt, die der cluniazensische Abt Petrus Venerabilis 1143 in Auftrag gab. Das Werk wurde in der Übersetzerschule von Toledo in Spanien von dem Engländer Robert von Ketton, Peter von Toledo, dem Mönch Hermann von Carinthia und dem Sarazenen Mohammed angefertigt. Diese Übersetzung wurde erstmals 1543 in einer Bearbeitung des Zürcher Theologen Theodor Bibliander in Basel gedruckt. Von Kettons Übersetzung orientiert sich bei schwierigen oder unklaren Stellen im Koran an der damaligen muslimischen Exegese, wie sie in Tafsir-Werken greifbar ist. Die ketton'sche Koranübersetzung ist – abgesehen von kurzen Fragmenten – die älteste erhaltene Übersetzung des Korans in eine andere Sprache überhaupt. Sie diente als Vorlage für Übersetzungen ins Deutsche, Niederländische und Italienische. Eine bessere Übersetzung ins Lateinische aus der Übersetzerschule von Toledo stammt von Marcus von Toledo (1209/1210).
Kurz vor seinem Tode übersetzte Johannes von Segovia zusammen mit Yça Gidelli (ʿĪsā ibn Ǧābir) wegen der Unzulänglichkeiten der älteren Übersetzungen Robert von Kettons den Koran vom Arabischen ins Spanische und vom Spanischen ins Lateinische. Diese Übersetzung ist nicht mehr erhalten.
1616 erschien in Nürnberg die erste deutsche Koranübersetzung von Salomon Schweigger, auf 267 Seiten. Sie trug den Titel Alcoranus Mahumeticus, das ist: Der Türcken Alcoran, Religion und Aberglauben und war eine Übersetzung aus dem Italienischen, die wiederum auf der lateinischen Übersetzung beruhte.

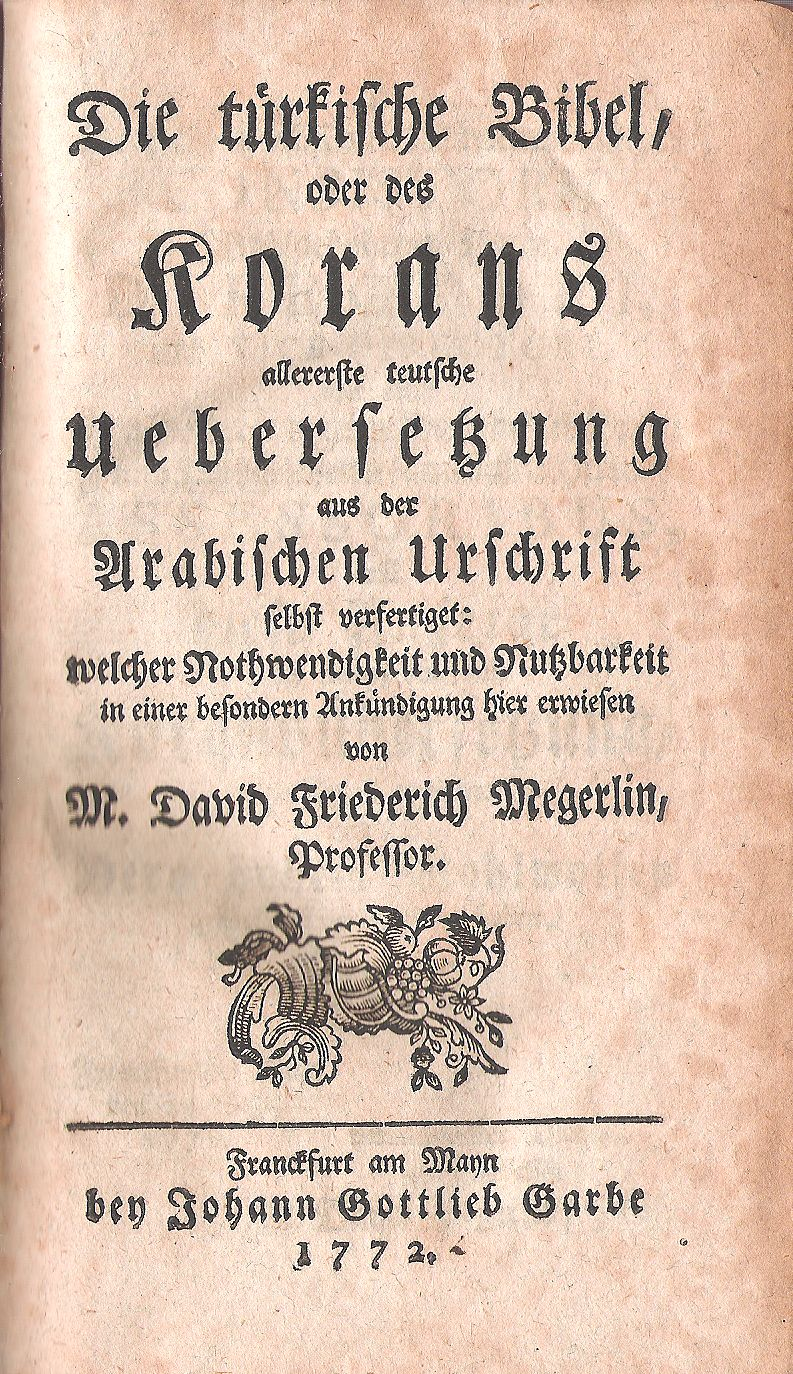
Titelblatt der Koranübersetzung von Megerlein 1772

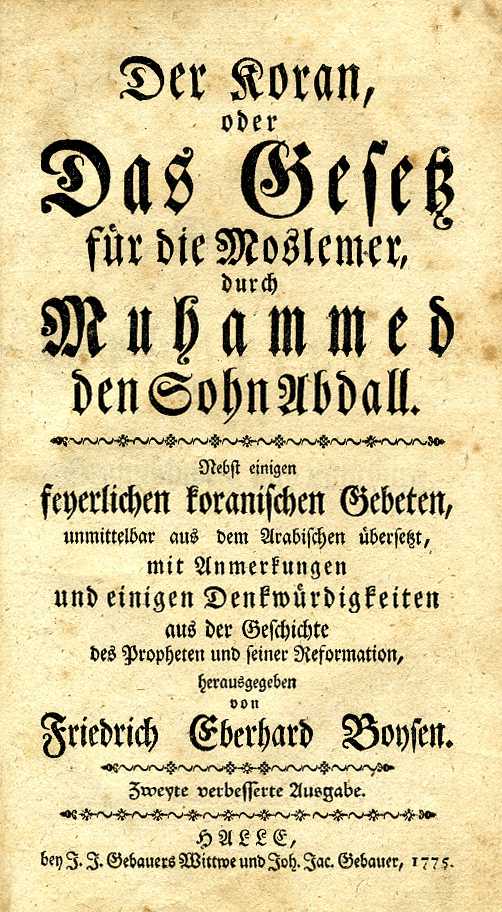
Titelblatt der Koranübersetzung von Friedrich Eberhard Boysen in zweiter Ausgabe 1775.

Erst im Jahre 1647 erschien die erste direkte Übersetzung, und zwar in das Französische. Der Übersetzer, André du Ryer († 1688), hatte lange Zeit als französischer Konsul in der Levante gelebt. Er zog für diese Version auch muslimische Korankommentare hinzu.
Eine weitere bedeutende Übersetzung erschien 1698 in Padua durch den Pater Ludovico Marracci (1612–1700). Seine Ausgabe enthält den arabischen Text mit einer lateinischen Version nebst Anmerkungen zum Textverständnis und einer Zurückweisung (refutatio) aus römisch-katholischer Sicht. Marracci, übrigens Beichtvater von Papst Innozenz XI., musste sich gegen den Einwand wehren, dass bereits Papst Alexander VII. es verboten hatte, den Koran zu drucken oder in andere Sprachen zu übersetzen. Maraccis Übersetzung wurde 1703 von David Nerreter (1649–1726) ins Deutsche übertragen.
Auf Deutsch kam 1746 eine weitere Übersetzung heraus, die von Theodor Arnold angefertigt worden war. Dies war eine Übersetzung der englischen Übersetzung von George Sale (1697–1736) von 1734. Von Bedeutung ist sie, weil Johann Wolfgang Goethe sie für den West-östlichen Diwan verwendete.
Eine erste deutsche Übersetzung direkt aus dem Arabischen erstellte David Friederich Megerlin (1699–1778) 1772 unter dem Titel Die türkische Bibel, oder der Koran neben einem Kupferstich von Mahumed, der falsche Prophet. Goethe bezeichnete sie öffentlich als „elende Produktion“. Megerlin ging es darum, den Koran als „Lügen- und Fabelbuch“ zu entlarven. 1773 kam die Übersetzung des Quedlinburger Hofpredigers Friedrich Eberhard Boysen heraus (zweite verbesserte Ausgabe in Halle 1775), die 1828 vom Orientalisten Samuel Friedrich Günther Wahl (1760–1834) überarbeitet wurde. Alle diese bisherigen Übersetzungen ins Deutsche spiegelten stark Vorbehalte wider.
1798 versuchte Johann Christian Wilhelm Augusti (1772–1841) in dem von ihm herausgegebenen Auszug aus dem Koran die poetische Wirkung des Originals zu erhalten. Hierfür fertigte er seine Übersetzung in fünffüßigen Jamben an. Mehr Erfolg hatte der Wiener Orientalist Josef von Hammer-Purgstall, ein Lehrer Goethes wie von Friedrich Rückert (s. u.), dessen Auswahlübersetzung 1888 als bisher bester Versuch gilt, den poetischen Charakter des Originals nachzuahmen.
Eine weitere Übersetzung stellt die von Ludwig Ullmann dar, einem jüdischen Gelehrten des 19. Jahrhunderts. Dieser übersetzte 1840 den Koran ins Deutsche. Neu bearbeitet wurde diese Übersetzung von Leo Winter in den 1950er-Jahren und ist heute noch erhältlich.
Die Ahmadiyya Muslim Jamaat brachte Koran-Übersetzungen in vielen verschiedenen Sprachen heraus. Der Übersetzung steht der arabische Originaltext gegenüber. Von ihr stammt auch die erste von Muslimen angefertigte Koranübersetzung ins Deutsche.
Ein Muslim deutscher Muttersprache, der den Koran auch übersetzte, war Ahmad von Denffer 1996. Er versucht mehrere deutsche Entsprechungen eines arabischen Ausdrucks aufzuzählen, weshalb seine Ausgabe schwer lesbar ist. In der Islamwissenschaft ist seine Ausgabe nicht zitierfähig.
Eine weitere deutschsprachige Übersetzung, die auch den arabischen Text und gleichzeitig zu jedem Vers eine Auswahl aus wichtigen, auf Deutsch übersetzten Kommentaren bringt, wurde von einer Gruppe deutschsprachiger Musliminnen unter Leitung von Fatima Grimm unter dem Titel Die Bedeutung des Koran 1997 herausgegeben. Diese Ausgabe ist jedoch eine stark traditionalistische, interpretierende Übersetzung, die sich am Zweck der Mission orientiert. Der Grimm’sche Koran findet daher in der Islamwissenschaft ebenfalls keine Verwendung. Eine weitere Übersetzung aus dem muslimischen Umfeld stammt von Amir Zaidan (s. u.).
Wissenschaftliche Übersetzungen gab es im 20. Jahrhundert unter anderem von Lazarus Goldschmidt (1916), Max Henning (1901), Rudi Paret und Adel Khoury (siehe unten).
Im Jahr 2008 erschien erstmals eine kind- und jugendgerechte Übersetzung. Der Koran für Kinder und Erwachsene wurde von der Islamwissenschaftlerin und Religionspädagogin Lamya Kaddor und der Leiterin des Instituts für Interreligiöse Pädagogik und Didaktik in Köln, Rabeya Müller, angefertigt, kommentiert und herausgegeben. Das Werk stellt in zweierlei Hinsicht ein weiteres Novum dar: Die beiden Autorinnen haben eine Auswahl von Koranversen thematisch sortiert und den Text mit traditionellen islamischen Miniaturen illustriert. Kritiker halten dies für eine „ziemlich revolutionäre Tat in der islamischen Welt“. Der schwer zugängliche Offenbarungstext erhält mit diesem Buch erstmals eine inhaltliche Struktur, die es auch Laien ermöglicht, die Erzählungen des Korans in chronologischer Abfolge zu lesen. Zudem wurde ein einfaches und leicht verständliches Deutsch gewählt.

## Charakteristiken der Übersetzungen

### Rückert (1888)
Friedrich Rückert (1788–1866) versuchte, die Sprachkunst des Korans zu zeigen und die poetische Form wiederzugeben. Die koranische Reimprosa übersetzt Rückert mit gleichen Reimendungen, wobei sich die Reimwörter allerdings nicht immer entsprechen (können). Durch diese Vorgehensweise büßt die Übersetzung allerdings an inhaltlicher Treue ein.

„Im Namen Allahs, des Allerbarmers, des Barmherzigen!

Sprich: Gott ist Einer,

Ein ewig reiner,

hat nicht gezeugt und ihn gezeugt hat keiner,

und nicht ihm gleich ist einer.“

Seine Übersetzung erschien posthum 1888.

### Henning (1901)
Die Übersetzung von Max Henning erschien 1901 bei Philipp Reclam jun. in Leipzig. Verbreitet ist eine preiswerte von Annemarie Schimmel herausgegebene Ausgabe. Die Originalübersetzung ist nicht so nah am Original wie Paret und z. T. stilistisch veraltet („Weiber“ für „Frauen“), aber solide. Die „bewunderte Nähe zum Original“, von der Murad Wilfried Hofmann spricht, können Islamwissenschaftler jedoch nicht sehen, Verwendung findet sie in der Wissenschaft dennoch nach wie vor.

### Goldschmidt (1916)
1916 veröffentlichte der Orientalist Lazarus Goldschmidt in Berlin eine Übersetzung, die bis heute gedruckt wird. Bei seiner Übertragung des arabischen Textes ins Deutsche verzichtete Goldschmidt auf den Versuch, die poetische Komponente des Originals in der Übersetzung nachzubilden. Er legte den Schwerpunkt allein auf die inhaltliche Übertragung. Sprachlich wirkt der Text daher holprig.

### Ahmadiyya (1939, 1954)
Die erste deutsche, für Muslime herausgegebene Koranübersetzung wurde im Jahre 1939 in Berlin von dem damaligen Imam der Wilmersdorfer Moschee veröffentlicht. Anschließend folgte eine neue Übersetzung von der islamischen Reformgemeinde Ahmadiyya unter der Aufsicht von Mirza Baschir ud-Din Mahmud Ahmad im Jahre 1954. Seither wurde sie mehrfach überarbeitet, zuletzt im Jahre 2013 unter der Aufsicht vom Oberhaupt der Gemeinde Mirza Masroor Ahmad.
Nach Angaben der Gemeinde wurde der Koran durch die Ahmadiyya Muslim Jamaat in 70 Sprachen übersetzt, u. a. auch in Chinesisch. Die Übersetzung der 6348 Verse des Heiligen Koran umfassen auch die Eingangsverse, die Bismillah.
Die erste deutsche Koranausgabe der Ahmadiyya Muslim Jamaat wurde bei ihrer Veröffentlichung 1954 von der al-Azhar-Universität in Kairo gelobt und als herausragende deutsche Übersetzung bezeichnet.

### Paret (1966)
Wissenschaftliche Standardübersetzung ist die im Jahr 1966 erstmals herausgegebene Ausgabe von Rudi Paret. Bobzin nennt sie die „philologisch nach wie vor am besten begründete […] Übersetzung“ (Vorwort zu Bobzin 2004). Übersetzung und Kommentar richten sich an philologisch bewanderte Akademiker. Parets Kommentar und Konkordanz (1971) liefern nicht unbedingt für Laien verständliche Hilfen zum Koranstudium, wohl aber fundierte Parallelstellen und Übersetzungsvarianten.

„Parets Übersetzung ist deshalb von Bedeutung, weil sie erstmals vollen Ernst mit dem Gedanken macht, dass man den Koran als historisches Dokument aus sich selbst interpretieren muss. Paret hat daher den ganzen Koran systematisch auf Parallelstellen durchforscht und diese neben dem Material einheimischer Kommentare ausgewertet. Der Form nach ist die Übersetzung in ein leicht kommentierendes Gewand gekleidet, und zwar dergestalt, dass dem Leser durch Klammerzusätze verschiedenen Umfanges über den sprachlichen Ausdruck hinaus das Gemeinte deutlich gemacht wird.“

Die Übersetzung Parets wird jedoch unter anderem von Navid Kermani kritisiert, da sie die ästhetische Form des Originals zugunsten des vermeintlichen Inhalts vernachlässige. Betrachte man den Koran jedoch als einen poetisch strukturierten Text, so ergebe sich die eigentliche Bedeutung erst durch das Zusammenspiel von Form und Inhalt. Kermani kritisiert weiterhin die deutsche Orientalistik, welche weitestgehend Parets Übersetzung als die authentischste anerkennt, woran sich seiner Meinung nach „die Mängel der orientalistischen Verstehensstrategie, welche die Verse auf ihre bloße Mitteilung reduziert (...)“, zeigen.

### Bubenheim & Elyas (1980er Jahre)
Der edle Quran und die Übersetzung seiner Bedeutungen in die deutsche Sprache ist eine Koranübersetzung von Nadeem Elyas und Frank Bubenheim (alias „Abdullah as-Samit“) ab den 1980er Jahren.
Vom saudischen Religionsministerium in Auftrag gegebene und beglaubigte Version, daher traditionalistischem Koranverständnis verpflichtet. Diese Übersetzung enthält eine ausführliche Kommentierung und Übersetzungsalternativen bei uneindeutigen Stellen. Der Versuch, möglichst nah am Text zu übersetzen, ist etwas gewöhnungsbedürftig, die Übersetzung ist aber gut lesbar. Diese Übersetzung wurde auf Anordnung des saudi-arabischen Königs Fahd ibn Abd al-Aziz herausgegeben. Sie findet sich in einer Version ohne erläuternde Fußnoten auf der Website islam.de des Zentralrats der Muslime in Deutschland, wo sie die zuvor hauptsächlich angebotene Übersetzung von Rassoul (s. u.) ersetzte.

### Rassoul (1986)
Muhammad Ahmad Rassouls erstmals 1986 unter dem Titel Die ungefähre Bedeutung des Al-Qur’an Al-Karim in deutscher Sprache erschienene Übersetzung ist ursprünglich zweisprachig (arabisch und deutsch) konzipiert. Bereits der Titel verrät die traditionelle Einstellung, die eine vollkommene Übersetzung des Korans nicht für möglich hält.
Die Rassoul-Übersetzung wird im Leitfaden „ORIENTierung“ des Instituts für Islamwissenschaft der Freien Universität Berlin wegen ihrer starken „Anlehnung an die arabische Ausdrucksweise und mit Hang zur beschönigenden Apologetik“ als „eher weniger empfehlenswert“ bewertet. Dirk Hartwig (FU Berlin) urteilte, sie sei wissenschaftlich „nicht so bedeutsam“. Thomas Bauer (Universität Münster) tadelte sie als „stilistisch schlecht“ und übersetzungswissenschaftlich „nicht adäquat“. Hartmut Bobzin nennt die Rassoul-Übersetzung als ein Beispiel für das „geradezu gang und gäbe“ gewordene „Verfahren der lateinischen Transkription des arabischen Textes – oft mit vorwissenschaftlichen, geradezu abenteuerlichen Methoden“.
In einer von Ahmad von Denffer (Islamisches Zentrum München) zusammengestellten und auf dem Webspace der saudi-arabischen Regierung bereitgestellten Liste von Koranübersetzungen ins Deutsche wird die Rassoul-Übersetzung als erste vollständige Übersetzung des Korans aus dem Arabischen ins Deutsche durch einen arabischen bzw. sunnitischen Muslim genannt; es sei jedoch offensichtlich, dass Rassoul vieles von früheren deutschen Übersetzungen entlehnt habe. Murad Wilfried Hofmann nannte den durchdringenden Einfluss von Hennings Übersetzung auf die Rassoul-Übersetzung offensichtlich. Die Übersetzung sei zwar nicht Wort für Wort, bleibe aber oft wegen ihrer großen Nähe am koranischen Text holprig.
Die Übersetzung Rassouls ist populär. So war sie bis September 2009 die hauptsächliche vom Zentralrat der Muslime in Deutschland (ZMD) auf seiner Website islam.de kostenlos angebotene, bis sie durch die von Bubenheim & Elyas ersetzt wurde. Rassouls Übersetzung gehört neben der von Fatima Grimm zu den zwei vom ZMD in seinem 1999 herausgegebenen Lehrplan für islamischen Religionsunterricht empfohlenen Koranübersetzungen. Zuletzt erhielt sie besondere Aufmerksamkeit durch die Ende 2011 initiierte Koranverteilungskampagne in Deutschland des Salafisten Ibrahim Abou-Nagie, die Rassouls Übersetzung (in einer rein deutschen Ausgabe und mit einer Kommentierung des deutschen Konvertiten Frank Bubenheim) verwendet. Dabei wurde von verschiedener Seite angemerkt, dass die Übersetzung zu weiten Teilen mit der Übersetzung der Ahmadiyya übereinstimmt.

### Khoury (1987)
Adel Theodor Khoury schrieb im Vorwort seiner Übersetzung: „Bei den bisher gebräuchlichen deutschen Ausgaben des Korans vermissen die Muslime oft ein ausreichendes Einfühlungsvermögen in ihr Denken. Sie werfen ihnen vor, zumeist ihrem Koranverständnis nicht zu entsprechen. Auch wird von den christlichen Gesprächspartnern an die Muslime immer dringender die Frage nach einer 'authentischen' deutschsprachigen Version des Korans herangetragen, […]“ (S. IX). Diesem Anliegen will Khoury mit seiner Übersetzung Rechnung tragen, die er zusammen mit Muhammad Salim Abdullah anfertigte. Es existiert dazu auch eine zwölfbändige wissenschaftliche Ausgabe, in der neben Übersetzung und Urtext auch ein umfangreicher Kommentar eingebunden ist. Adel Khoury, dessen Ausgabe sehr gut zu lesen ist, gab sowohl in seiner Übersetzung als Anhang als auch als eigenes Buch eine Auswahl an Hadithen neben umfangreicher Sekundärliteratur zum Verhältnis von Muslimen mit Christen heraus. Da Khoury bei kritischen Stellen die Härte herausnimmt, ist eine wissenschaftliche Verwendung schwierig und in der Islamwissenschaft selten, es sei denn zur Dokumentation der gängigen zeitgenössischen und mehrheitlichen muslimischen Auslegungspraxis.

### Henning/Hofmann (1998)
Weit verbreitet ist eine Bearbeitung der Übersetzung Hennings von Murad Wilfried Hofmann, die auch von deutschen Muslimen, besonders wenn es um Werbung für den Islam (Da'wa) geht, gerne benutzt wird. In diese Übersetzung flossen jedoch viele Interpretationen Hofmanns ein, die den Koran entschärfen, besonders an Stellen, die für das Verhältnis zwischen Muslimen und Nichtmuslimen charakteristisch sind. Sie glättet auch kritische Stellen im Sinne einer liberalen Islamauslegung und ist daher für den wissenschaftlichen Gebrauch weniger geeignet.

### Azhar / Maher (1999)
Bobzin schreibt dazu:

„Im Auftrag der Azhar-Universität übersetzte der ägyptische Germanist Moustafa Maher den Text neu (Kairo 1999).“

Die Übersetzung Mahers ist in gutem zeitgemäßen Deutsch verfasst und flüssig zu lesen. Sie hat einen Hang zur Beschönigung und folgt im Übrigen gängigem zeitgenössischem muslimischem Koranverständnis.

### Zaidan (2000)
Über die Übersetzung des Islamwissenschaftlers Amir Zaidan schreibt Bobzin: „Völlig neue Wege schlägt die Übersetzung von Amir Zaidan ein (Offenbach 2000), der viele zentrale theologische Begriffe in ihrer arabischen Form stehenlässt, wie beispielsweise Iman für ‚Glaube‘ oder Taqwa für ‚Gottesfurcht‘.“ (S. 122) Zaidan schreibt selbst in der Einleitung seiner Übersetzung über den „neue(n) Ansatz im Umgang mit der islamischen Terminologie, nämlich die Verwendung nicht-übertragbarer islamischer Fachbegriffe als Fremdwörter, wie beispielsweise Iman, Din, Schirk, Kafir oder Wali. Ich erachte diese Methode für unabdingbar, um einer Entstellung des quranischen Inhaltes und der quranischen Botschaft vorzubeugen. Schließlich findet diese Methode auch in anderen Wissenschaftsdisziplinen wie Informatik (englische Nomenklatur) oder Medizin (lateinische Nomenklatur) ihre berechtigte Anwendung.“ (S. 17) Als Begründung führt er an:

„So heißt es beispielsweise in meiner Erläuterung von (4:144): ‚Ihr, die den Iman verinnerlicht habt! Nehmt euch die Kafir nicht als Wali anstelle der Mumin!‘ Ignoriert man nun die eigentliche Bedeutung dieses Begriffs [Wali: … „Eine Person/Umma als Wali zu nehmen“ heißt dieser Person/Umma die größtmögliche Priorität vor allen anderen Personen/Umam einräumen. Muslime pflegen mit der eigenen islamischen Umma die engste, innigste und intensivste Beziehung, sowohl im rationalen als auch im emotionalen Bereich.] und verwendet das hier völlig unpassende Wort ‚Freund‘ für ‚Wali‘, […] dann liest sich die ‚Übersetzung‘ folgendermaßen: ‚Ihr Gläubigen, Nehmt euch die Ungläubigen nicht als Freunde anstelle der Gläubigen!‘ Nach dieser Übersetzung erscheint es, als sei es den Muslimen nicht gestattet, Nicht-Muslime zu Freunden zu nehmen. Dies ist eindeutig falsch!“

Aufgrund der zahlreichen arabischen Begriffe ist diese Übersetzung in der ersten Auflage teilweise schwierig zu lesen und in der Islamwissenschaft nicht zitierfähig. Im Jahr 2009 wurde vom islamologischen Institut eine grundlegend überarbeitete Auflage herausgegeben. So entwickelte Zaidan zum einen eine eigene Transliteration des Korantextes. Ziel war es dabei, „ein einfach lesbares Transkriptionssystem zu entwickeln, das vor allem die Schwierigkeiten der Nicht-Kenner des Arabischen berücksichtigt.“ Zum anderen wurde auch die Übersetzung grundlegend überarbeitet, wobei drei Schwerpunkte gesetzt wurden: „Der erste Schwerpunkt lag darin, die Übersetzung lesbarer und flüssiger zu gestalten.“ Zu diesem Zweck übersetzte Zaidan (anders als in der ersten Auflage) die meisten Fachbegriffe entsprechend ihrer „jeweils höchstwahrscheinliche[n] Bedeutung“ in dem jeweiligen Kontext ins Deutsche. Der zweite Schwerpunkt lag darin, „dem Leser andere mögliche Interpretationen mancher Aayaat [d. h. Koranverse] aufzuzeigen“, die von hoher theologischer Relevanz sind, was der Autor anhand des Beispiels von Sure 28:56 verdeutlicht, welche wie folgt übersetzt werden kann: „(...) ALLAAH leitet recht, wen ER will (...)“ oder aber „(...) ALLAAH leitet denjenigen recht, der will (...)“. Der dritte Schwerpunkt bei der Überarbeitung war „die stilistische Vereinfachung der Übersetzung und die Erläuterung verschiedener Zusammenhänge in den Fußnoten.“

### Zirker (2003)
Die recht neue Übersetzung Hans Zirkers von 2003, inzwischen 2018 in sechster, erneut revidierter Auflage erschienen, bietet eine fundierte Übersetzung, die philologisch auf dem neuesten Stand ist. Er bemüht sich um Lesbarkeit in zeitgemäßem Deutsch und ist einer Annäherung an den koranischen Sprachduktus bemüht, ohne dabei zu stark vom Wortsinn abzuweichen.

„Zirkers Koran-Ausgabe […] macht es dem Leser leichter als so mancher akademische Vorgänger-Versuch, in diese gefürchtete, manchmal gar nicht so fremde Welt des islamischen Buches hineinzublicken. Und sie erleichtert ihm, die glühende Faszination zumindest ansatzweise nachzufühlen, die mehr als eine Milliarde Menschen für dieses Buch und seine Inhalte empfinden.“

### Kaddor / Müller (Auswahlübersetzung 2008)
Der Koran für Kinder und Erwachsene von Lamya Kaddor und Rabeya Müller ist eine der umstrittensten Übersetzungen. Sie stößt sowohl bei konservativen Muslimen als auch bei Islamkritikern auf Missfallen. Die einen prangern den Eingriff in das unabänderbare Wort Gottes an, weil die Autorinnen erstmals die Abfolge der Verse und Suren thematisch geordnet haben, und sie monieren die erstmalige Verwendung von Bildern in einem Korantext. Die anderen reiben sich ob der Auswahl der Verse, die umstrittene Themen wie Kopftuch oder „Heiliger Krieg“ ausspart, die Augen. Kaddor/Müller haben nicht den gesamten Text übersetzt, sondern nur Auszüge. Ähnlich wie bei Kinderbibeln geht es den Autorinnen um eine Hinführung zu den Ursprüngen und Quellen des Glaubens, der Schönheit und der Möglichkeiten, die in einer Religion wohnen. Ziel der beiden ist es, den Leser an das Original heranzuführen. Entsprechend steht links der arabische Originaltext und rechts dessen deutsche Entsprechung.
Die Verwendung von Abbildungen, die die Propheten inklusive des Religionsstifters Mohammed zeigen, wird mit pädagogischen Überlegungen begründet. Ausgewählt wurden keine modernen Zeichnungen, sondern klassische islamische Miniaturen aus dem Mittelalter und der frühen Neuzeit. Das heißt, die Urheber der Bilder waren selbst Muslime. Nach Meinung des Deutschlandradios Kultur ist das ein Kunstgriff, um sich dem Bilderverbot im Islam zu widersetzen.
Der Text ist in einfachen Worten gehalten. Weder versucht er die altertümliche Sprache des Korans nachzuahmen, noch handelt es sich um eine Paraphrasierung des Textes. Kaddor/Müller haben sich bemüht, möglichst nahe am Original zu bleiben. Die Welt am Sonntag charakterisiert das Werk als ein gut verständliches und geordnetes Lesebuch mit unverkennbar liberal-muslimischer Handschrift. Nach den jeweiligen Kapiteln folgt stets eine kurze Zusammenfassung in eigenen Worten und eine Erläuterung der zuvor übersetzten Passagen.
Das Buch enthält zwölf thematische Kapitel, mit Bezügen zu Gott, Schöpfung, Mitmenschen, Propheten oder Paradies und Hölle. In einem eigenen Kapitel über vorbildliche Frauen im Koran werden Maryam, die biblische Maria Mutter Jesu, und Balkis, die Königin von Saba vorgestellt.
Nach Angaben des Verlages C.H.Beck war die erste Auflage nach nur einer Woche ausverkauft.

### Karimi (2009)
Im Oktober 2009 legte Ahmad Milad Karimi eine vollständige Neuübersetzung des Korans vor, die im Verlag Herder (Freiburg) erschienen ist. Herausgeber ist der Theologe und Religionswissenschaftler Bernhard Uhde, der auch eine Einführung in den Koran liefert.
Karimi, der 1994 mit seiner Familie aus Afghanistan nach Deutschland floh und in Darmstadt und Freiburg Islamwissenschaft und Philosophie studierte, sucht in seiner Übersetzung konsequent die größtmögliche Nähe zum Original und betont dabei die poetische Qualität des Korans. Damit liegt seine Übersetzung auf einer Linie mit einer Reihe angekündigter, aber bisher nicht abgeschlossener poetischer Übersetzungen (siehe unten).
Wie der Muslim Karimi in seinem Nachwort zur Übersetzung erläutert, stehen für ihn „neben der philologischen Genauigkeit auch und vor allem die ästhetische Atmosphäre des Korangesangs“ im Mittelpunkt. Es geht Karimi um die Vermittlung jener „ästhetisch-poetischen Erfahrung“, die „die Religiosität der Muslime grundlegend bestimmt.“ Entsprechend ist seine Übersetzung eine, die erklärtermaßen für die Rezitation bestimmt (und entsprechend mit Atemzeichen versehen) ist. Karimi vermeidet in seiner Übersetzung ausdrücklich, sperrige oder dunkle Passagen, die auch das arabische Original für viele Hörer und Leserinnen kennzeichnen, zu glätten oder verständlicher machen zu wollen. Dies soll dem Leser – neben einer ästhetischen Bewegung – auch ein Erlebnis von fundamentaler Fremdheit und Unendlichkeit ermöglichen, was die Rezeption des Korans auszeichnen soll.

### Bobzin (2010)
Wie im Vorwort seines Koranlesebuchs zu lesen, erscheint Hartmut Bobzin die Rückertsche Koranübersetzung an vielen Stellen nicht mehr ohne weiteres verständlich, so dass der deutsche Text Friedrich Rückerts schon einer Erläuterung bedürfe. So ist bei Bobzin der Gedanke entstanden, eine eigene Koranübersetzung zu beginnen. Bobzin weist in seinem Vorwort auch die gängige muslimische Meinung zurück, nur ein Muslim könne den Koran übersetzen.
Hartmut Bobzin hat eine ganze Reihe von Übersetzungsproben in seinem „Koranlesebuch“ sowie im Buch „Josef in Ägypten“ vorgestellt; seine vollständige Koranübersetzung erschien 2010.

### Neuwirth (seit 2011)
Die Arabistin Angelika Neuwirth legt seit 2011 im Verlag der Weltreligionen einen ausführlichen Handkommentar mit eigener Neuübersetzung des Korans vor. Von der auf fünf Bände berechneten Ausgabe sind bislang (Stand 2017) die ersten beiden erschienen. Für ihren Einsatz „für eine an den historischen Quellen orientierte Übersetzung des Korans“, der in ihrer Vorarbeit Der Koran als Text der Spätantike dokumentiert ist, erhielt Neuwirth 2010 den Wissenschaftspreis der Fritz-Behrens-Stiftung verliehen.

## Gegenüberstellung der Übersetzungen
Für die Gegenüberstellung wurde die berühmte Sure 97 gewählt.

«إِنَّا أَنزَلْنَاهُ فِي لَيْلَةِ الْقَدْرِ
وَمَا أَدْرَاكَ مَا لَيْلَةُ الْقَدْرِ
لَيْلَةُ الْقَدْرِ خَيْرٌ مِّنْ أَلْفِ شَهْرٍ
تَنَزَّلُ الْمَلَائِكَةُ وَالرُّوحُ فِيهَا بِإِذْنِ رَبِّهِم مِّن كُلِّ أَمْرٍ

سَلَامٌ هِيَ حَتَّى مَطْلَعِ الْفَجْرِ»

„Bismi llāhi r-raḥmāni r-raḥīmi
ʾInnā ʾanzalnāhu fī lailati l-qadri
Wa-mā ʾadrāka mā lailatu l-qadri
Lailatu l-qadri ḫairun min ʾalfi šahrin
Tanazzalu l-malāʾikatu wa-r-rūḥu fīhā bi-ʾiḏni rabbihim min kulli ʾamrin
Salāmun hiya ḥattā maṭlaʿi l-faǧri“

„Megerlein, Boysen, Ulmann, Rückert, …“

### David Friederich Megerlein (1772)

Megerlein: Sure 97

Des Alkorans 97stes Capitel, betitult:
Die Nacht der Allmacht (Alkadar).
Es ist von Medina, und hat 5 Verse.
Im Nahmen Gottes, des barmherzigsten Erbarmers.
1. Gewiß, wir haben den Alkoran herabgelassen in der Nacht Alkadar, das ist, der Allmacht.
2. Wer will dir aber genug zu verstehen geben, was die Nacht Alkadar, oder der Macht, für herrliche Vorzüge habe?
3. Es ist nemlich diese Nacht, Alkadar, das ist, der Macht, weit besser, als tausend andere Monathe.
4. Dann in derselben Nacht sind herabgeschickt worden die Engel und Geister, auf Befehl ihres Herrn, mit den göttlichen Rathschlüssen von allen Dingen.
5. Lauter Frieden ist dieselbe Nacht, bis zu dem Aufgang der Morgenröthe.

### Friedrich Eberhard Boysen (1775)
Das XCVII. Kapitel

Alkadar
Im Namen Gottes, des allerbarmherzigsten Erbarmers.
1. Gewiß wir haben den Koran in der Nacht Alkadar geoffenbahrt.
2. (Wer wird dir aber von der Nacht Alkadar einen gründlichen Unterricht geben können?)
3. Die Nacht Alkadar ist unendlich besser als tausend Monate.
4. Denn in derselben steigen die Engel und Gabriel, auf den Befehl ihres Herrn
mit den göttlichen Rathschlüssen über alle Dinge in der Welt herab.
5. Heil herrscht durch diese ganze Nacht bis zum Anbruch des Tages.

### Ullmann (1840)
Siebenundneunzigste Sure.

Al’ Kadar 2).

Geoffenbart zu Mekka 3).
Im Namen des allbarmherzigen Gottes.
1. Wahrlich, wir haben ihn, den Koran, in der Nacht Al’ Kadar geoffenbart.
2. Was lehrt dich aber begreifen, was die Nacht Al’ Kadar ist?
3. Die Nacht Al’ Kadar ist besser als tausend Monate.
4. In derselben stiegen herab die Engel mit dem Geiste 4),
mit Erlaubniß ihres Herrn, mit den Bestimmungen Gottes über alle Dinge.
5. Friede und Heil bringt diese Nacht bis zur Morgenröthe.

Anmerkungen:

2) Al’ Kadar ist die Nacht der Herrlichkeit und Macht, in welcher der Engel Gabriel den Koran vom siebenten Himmel brachte. Vgl. Sure 44, Seite 426, Note 4.

3) Nach Einigen zu Medina.

4) D. h. der Engel Gabriel.

### Rückert (1888)
97e Sure

Die Nacht der Macht
Im Namen Gottes des allbarmherzigen Erbarmers.
1. Wir sandten ihn hernieder in der Nacht der Macht.
2. Weißt du, was ist die Nacht der Macht?
3. Die Nacht der Macht ist mehr als was
In tausend Monden wird vollbracht.
4. Die Engel steigen nieder und der Geist in ihr,
Auf ihres Herrn Geheiß, daß alles sei bedacht.
5. Heil ist sie ganz und Friede, bis der Tag erwacht.

Anm. „Die Segensformel (…) kehrt über jede Sure wieder, mit Ausnahme der neunten; wir haben sie überall weggelassen.“ (aus der Erläuterung der 1. Sure)

### Henning (1901)
97 – Die Macht (Al-Qadr)
Geoffenbart zu Mekka
Im Namen Allahs, des Erbarmers, des Barmherzigen!
1. Siehe, Wir haben ihn in der Nacht al-Qadr geoffenbart.
2. Und was lehrt dich wissen, was die Nacht al-Qadr ist?
3. Die Nacht al-Qadr ist besser als tausend Monde.
4. Hinabsteigen die Engel und der Geist in ihr mit ihres Herrn Erlaubnis zu jeglichem Geheiß.
5. Frieden ist sie bis zum Aufgang der Morgenröte.

### Goldschmidt (1916)
97 – Sura von (der Nacht) der Bestimmung
Mekkanisch, aus 5 Versen bestehend
IM NAMEN GOTTES, DES ALLERBARMERS, DES ALLBARMHERZIGEN.
1. Wahrlich, wir offenbarten ihn in der Nacht der Bestimmung*.
2. Was lehrt dich, was die Nacht der Bestimmung ist?
3. Die Nacht der Bestimmung ist besser als tausend Monde.
4. In ihr steigen die Engel nieder und der Geist, mit Verlaub ihres Herrn für alle Dinge.
5. Heil ist sie, bis zum Anbruch der Morgenröte.

Anmerkungen zur 97. Sura
- Oder Nacht der Macht

Es ist dies die Nacht vom 23. zum 24. Ramadan, die „heilige Nacht der Bestimmung“, in der das
Schicksal des Menschen für das ganze Jahr bestimmt wird, in dieser ist der Koran geoffenbart worden.

### Sadr ud-Din (1939)
97. Die Macht (Al-Qadr)
Im Namen Gottes, des Allerbarmers, des Allbarmherzigen.
1. Wir haben ja den (Koran) in der Nacht der Macht herabgesandt!
2. Und weißt du, was die Nacht der Macht ist?
3. Die Nacht der Macht ist besser als tausend Monate!
4. Es steigen darin herab die Engel und der Geist mit ihres Herrn Erlaubnis zu einem jeden Auftrag.
5. Friede! Bis zum Anbruch des Morgengrauens.[50]

### Ahmadiyya (1954)
Der Heilige Qur-ân

Die kraftvolle Nacht (Al-Qadr)
1. Im Namen Allahs, des Gnädigen, des Barmherzigen.[51]
2. Wahrlich, Wir sandten ihn (den Qur-ân) hernieder in der Nacht Al-Qadr.
3. Und was lehrt dich wissen, was die Nacht Al-Qadr ist?
4. Die Nacht Al-Qadr ist besser als tausend Monde.
5. In ihr steigen die Engel herab und der Geist nach dem Gebot ihres Herrn – mit jeder Sache
6. Friede währt bis zum Anbruch der Morgenröte.[52]

### Paret (1966)
Sure 97

Die Bestimmung
Im Namen des barmherzigen und gnädigen Gottes.
1. Wir haben ihn (das heißt den Koran) in der Nacht der Bestimmung hinabgesandt.
2. Aber wie kannst Du wissen, was die Nacht der Bestimmung ist?
3. Die Nacht der Bestimmung ist besser als tausend Monate.
4. Die Engel und der Geist kommen in ihr mit der Erlaubnis ihres Herrn herab, lauter Logos(wesen).
5. Sie ist (voller) Heil (und Segen), bis die Morgenröte sichtbar wird (w. aufgeht).

#### Kommentar (1977)
Sure 97
97,1–5 Zur ganzen Sure: K. Wagtendonk, Fasting in the Koran, Leiden 1968, S. 82–122. Der Verfasser setzt sich hier auf Grund einer Analyse der einschlägigen Texte mit der Frage auseinander, wieweit das Fasten im Ramadan und die Offenbarung des Korans aufeinander zu beziehen sind, und was es mit der lailat al-qadr für eine Bewandtnis hat.
Dabei kommt er unter anderem zu folgendem Ergebnis: „The date on which Sura 97 was revealad can now be determined. Mohammed must have indicated the night of the 27th Radjab as the night of his (first) revelation, after he abolished the  'Ashura'  and before the battle of Badr took place“ (S. 113). Siehe meine Besprechung, Der Islam 46, 1970, S. 68f. -- inna anzalnahu fi lailati l-qadri: 44,2f.; 2, 185. Zur Sache: R. Paret, Mohammed und der Koran, S. 43; K. Wagtendonk, Fasting in the Koran, Leiden 1968, S. 113 (siehe oben ). -- Belege zu wa-ma adraka ma … in der Anmerkung zu 82,14–18. -- tanazzalu l-mala`ikatu war-ruhu fiha bi-idni rabbihim min kulli amrin: 16,2, mit weiteren Belegen. -- Die Deutung des präpositionalen Ausdrucks min kulli amrin ist umstritten. Siehe Wagtendonk, Fasting in the Koran, S. 83f., Anm. 5 und S. 86, Anm. 3. Wagtendonk übersetzt: „by virtue of every decree“. Aber wahrscheinlich hat min partitiven Sinn und ist amr in der besonderen Bedeutung „Logos“ oder ähnlich (siehe Anmerkung zu 2,109) zu verstehen. Dementsprechend habe ich „lauter Logos(wesen)“ übersetzt (als Apposition zu „die Engel und der Geist“). Siehe auch die Anmerkung zu 44,3f. -- salaamun hiya hatta matla`i l-fagri. Siehe H. Ringgren, Islam, 'aslama and muslim, Uppsala 1949, S. 10.

### Rassoul (1986)
97. Die kraftvolle Nacht (Al-Qadr)
Im Namen Allahs, des Allerbarmers, des Barmherzigen!
1. Wahrlich, Wir haben ihn (den Qur'an) herabgesandt in der Nacht von Al-Qadr.
2. Und was lehrt dich wissen, was die Nacht von Al-Qadr ist?
3. Die Nacht von Al-Qadr ist besser als tausend Monate.
4. In ihr steigen die Engel und Gabriel herab mit der Erlaubnis ihres Herrn zu jeglichem Geheiß.
5. Frieden ist sie bis zum Anbruch der Morgenröte.[53]

### Khoury (1987)
Sure 97

Die Bestimmung (al-Qadr)

 zu Mekka, 5 Verse 
Im Namen Gottes, des Erbarmers, des Barmherzigen.
1. Wir haben ihn (den Koran) in der Nacht der Bestimmung hinabgesandt.
2. Woher sollst du wissen, was die Nacht der Bestimmung ist?
3. Die Nacht der Bestimmung ist besser als tausend Monate.
4. Die Engel und der Geist kommen in ihr mit der Erlaubnis ihres Herrn herab mit jedem Anliegen.
5. Voller Frieden ist sie bis zum Aufgang der Morgenröte.

### Henning (1901), überarbeitet Hofmann (1998)
97 – Das Schicksal (al-Qadr)
Im Namen Allahs, des Erbarmers, des Barmherzigen!
1. Wir haben ihn wirklich in der Nacht des Schicksals (oder: der Bestimmung, der Allmacht) herabgesandt.
2. Und was lässt dich wissen, was die Nacht des Schicksals ist?
3. Die Nacht des Schicksals ist besser als tausend Monate.
4. In ihr kommen die Engel und der Geist mit ihres Herrn Erlaubnis herab, mit jeglichem Auftrag.
5. Frieden ist sie bis zum Anbruch der Morgenröte. (In dieser Nacht begann die koranische Offenbarung in einer der letzten fünf ungeraden Nächte des Monats Ramadan, vermutlich um 27. Ramadan des Jahres 610.)

### Azhar / Maher (1999)
Sure 97
1. Wir sandten ihn (den Koran) in der Nacht der Herrlichkeit herab.
2. Woher kannst du wissen, was die Nacht der Herrlichkeit ist?
3. Die Nacht der Herrlichkeit ist besser als tausend Monate.
4. Die Engel kommen mit Gabriel auf die Erde hinunter mit Gottes Befehl und Befugnis.
5. Sie ist voller Frieden bis zum Anbruch der Morgenröte.

### Zaidan (2000)
97. Sura

Al-qadr (Al-qadr ist der Eigenname der 97. Sura. Linguistisch bedeutet Al-qadr „das Bestimmen“.) (5 Ayat)
Bismillahi r-rahmani rrahim
1. Gewiss, WIR sandten ihn in der Nacht von Al-qadr hinab.
2. Und was weißt du, was Al-qadr-Nacht ist?!
3. Die Al-qadr-Nacht ist besser als tausend Monate.
4. Die Engel und der Ruhh werden in ihr mit Zustimmung ihres HERRN wegen jeder Angelegenheit nach und nach hinabgesandt.
5. Salam ist sie bis zum Anbruch der Morgendämmerung.

### Bubenheim & Elyas (2002)
Sura 97 al-Qadr

Die Bestimmung
Im Namen Allahs, des Allerbarmers, des Barmherzigen
1. Wir haben ihn (den Quran) ja in der Nacht der Bestimmung hinabgesandt.
2. Und was läßt dich wissen, was die Nacht der Bestimmung ist?
3. Die Nacht der Bestimmung ist besser als tausend Monate.
4. Es kommen die Engel und der Geist in ihr mit der Erlaubnis ihres Herrn mit jeder Angelegenheit herab.
5. Frieden ist sie bis zum Anbruch der Morgendämmerung.[54]

### Zirker (2003)
97. Sure: Die Nacht der Bestimmung
Im Namen Gottes, des Allerbarmenden und Barmherzigen.
Wir haben ihn hinabgesandt in der Nacht der Bestimmung.
Woher willst du wissen, was die Nacht der Bestimmung ist?
Die Nacht der Bestimmung ist besser als tausend Monate.
Die Engel und der Geist gehen in ihr hinab mit der Erlaubnis ihres Herrn wegen jeglicher Verfügung.
Friede ist sie bis zum Aufgang des Morgens.

### Bobzin (2005)
Sure 97 (Das Schicksal – al-qadr)
Im Namen Gottes, des barmherzigen Erbarmers
1. Siehe wir sandten ihn herab
In der Nacht des Schicksals.
2. Was läßt dich wissen, was sie ist,
Die Nacht des Schicksals?
3. Die Nacht des Schicksals,
Besser ist sie als tausend Monde,
4. Die Engel steigen nieder und der Geist in ihr,
Mit der Erlaubnis ihres Herrn,
Auf jegliches Geheiß.
5. Friede ist sie,
Bis daß die Morgendämmerung anbricht.

### Weidner (2007)
Die Schicksalsnacht (Sure 97)
Im Namen des gnädigen und barmherzigen Gottes!
1. Wir schickten ihn in der Schicksalsnacht.
2. Kennst Du die Schicksalsnacht?
3. Herrlicher als Tausend Monde ist die Schicksalsnacht:
4. Die Engel kommen und der Geist,
Zu tun das Werk auf ihres Herrn Geheiß.
5. Friede herrscht dann, bis die Sonne gleißt.

### Karimi (2009)
97. Sure: Die Bestimmung (al qadr)
Im Namen Gottes, des Barmherzigen, des Erbarmers
1. Wahrlich, Wir sandten ihn herab in der Nacht der Bestimmung.
2. Was lässt dich wissen, was ist die Nacht der Bestimmung?
3. Die Nacht der Bestimmung, ja sie ist herrlicher als tausend Monde.
4. Die Engel steigen hernieder,
und in ihr der Geist, mit der Erlaubnis ihres Herrn,
auf jegliches Geheiß.
5. Friede ist sie, bis hereinbricht die Morgenröte.[55]

### Einführende Literatur
- Hartmut Bobzin: Der Koran: Eine Einführung. 5. Auflage. Beck, München 2004, ISBN 3-406-43309-X.
- Hartmut Bobzin und Barbara Bobzin: Der Koran. Die wichtigsten Texte. 2. durchgesehene Auflage. C.H.Beck, München 2017, ISBN 978-3-406-67669-7.
- Michael Cook: Der Koran: Eine kurze Einführung (= UB 18232). Reclam, Stuttgart 2002, ISBN 3-15-018232-8.
- Tilman Nagel: Der Koran: Einführung-Texte-Erläuterungen. 4. Auflage. Beck, München 2002, ISBN 3-406-43886-5.
- Hans Zirker: Der Koran: Zugänge – Strukturen – Lesarten. 4. Auflage. Wissenschaftliche Buchgesellschaft, Darmstadt 2018, ISBN 978-3-534-27042-2.
- Hans Zirker: Koran-Transliteration: Duisburg-Essen Publications online 2020.

### Weiterführende Literatur
- Adel Theodor Khoury: Der Koran: erschlossen und kommentiert. Patmos, Düsseldorf 2005, ISBN 3-491-72485-6.
- Rudi Paret: Der Koran: Kommentar und Konkordanz. Ansariyan Publication, Ghom 1981; 7. Auflage. Kohlhammer, Stuttgart 2005, ISBN 3-17-018990-5.
- Ömer Özsoy: Vom Übersetzen zum Dolmetschen. Ein koranhermeneutischer Beitrag zur innerislamischen tarǧama al-qurʾān-Debatte. In: Hansjörg Schmid, Andreas Renz, Bülent Ucar (Hrsg.): „Nahe ist dir das Wort …“ Schriftauslegung in Christentum und Islam. (Theologisches Forum Christentum – Islam) Pustet, Regensburg 2010, ISBN 978-3-7917-2256-6, S. 111–121.
- Mahmoud Haggag: Die deutschen Koranübersetzungen und ihr Beitrag zur Entstehung eines Islambildes beim deutschen Leser (= Angewandte Sprachwissenschaft. Band 22). Lang, Frankfurt am Main u. a. 2011, ISBN 978-3-631-59782-8 (Dissertation Universität Kassel 2009, 263 Seiten).

### Übersetzungen
- Abdullah ibn Abd al-Aziz (Hrsg.): Der edle Quran und die Übersetzung seiner Bedeutungen für die deutsche Sprache, Medina 2007, o. ISBN
- Mirza Tahir Ahmad (Hrsg.): Koran. Der Heilige Qur-ân. Arabisch und Deutsch.; Verlag Der Islam; Frankfurt 1954, letzte überarbeitete Auflage 1996, unv. nachgedruckt 2003, ISBN 3-921458-00-5
- Richard Bell: The Qur’ān. Translated, with a critical re-arrangement of the Surahs. 2 Bände. Edinburgh 1937/1939.
- Régis Blachère: Le Coran. Traduction nouvelle. 2 Bände. Paris 1949–1950; einbändig Ausgabe: Le Coran, traduit de l’arabe. Paris 1957; Nachdruck 1966.
- Lazarus Goldschmidt (Übers.): El Koran, das heißt Die Lesung. Berlin 1916; Komet Verlagsgesellschaft, 2000, ISBN 3-933366-64-X; Wunderkammer-Verlag, Melzer 2005, ISBN 978-3-937389-67-7
- Muhammad Hamidullah: Le Coran. Traduction intégrale et notes. Paris 1959; Nachdruck 1963.
- Max Henning (Übers.): Der Koran. Reclam, Leipzig 1901 (Digitalisat). Neuausgabe, mit Einleitung und Anmerkungen von Annemarie Schimmel: (UB 4206) Reclam, Stuttgart 1960 u.ö., ISBN 3-15-004206-2.
- Max Henning (Übers.), Murad Wilfried Hofmann (Überarb. & Komm.): Der Koran. Diederichs, München 2001, ISBN 3-7205-2188-5
- Ahmad Milad Karimi (Übers.): Der Koran. Herder, Freiburg, 2009, ISBN 978-3-451-30292-3
- Adel Theodor Khoury (Übers.): Der Koran. 3. Auflage 2001. Gütersloher Verlagshaus, Gütersloh 1987 (1. Auflage), ISBN 3-579-00783-1
- Rudi Paret (Übers.): Der Koran. 9. Auflage 2004. Kohlhammer, Stuttgart 1966 (1. Auflage), ISBN 3-17-018328-1
- Muhammad Ahmad Rassoul (Übers.): Die ungefähre Bedeutung des Al-Qur'an Al-Karim. Islamische Bibliothek, Düsseldorf 2009. (vollständige Übersetzung) ISBN 978-3-941111-09-7
- Friedrich Rückert (Übers.), H. Bobzin (Hrsg.): Der Koran in der Übersetzung von Friedrich Rückert. 4. Auflage. Ergon, Würzburg 2001, ISBN 3-933563-70-4
- Sadr ud-Din (Übers. + Hrsg.): Der Koran. Arabisch-Deutsch; Übersetzung, Einleitung und Erklärung von Maulana Sadr ud-Din; Verlag der Moslemischen Revue (Selbstdruck); Berlin 1939; 2. unveränderte Auflage 1964; o. ISBN
- Ludwig Ullmann (Übers.), Leo Winter: Der Koran: Das heilige Buch des Islam. neu bearbeitet und erläutert, W. Goldmann, München 2007, ISBN 978-3-442-21846-2
- Hans Zirker (Übers.): Der Koran. 6., aktualisierte Auflage. Wissenschaftliche Buchgesellschaft, Darmstadt 2018, ISBN 978-3-534-27025-5, E-Book, ePUB 2018; dazu Korrekturanmerkungen in: DuePublico.

### Übersetzungen Online
Weblinks zu Textausgaben und Arbeitsmitteln zum arabischen Korantext finden sich unter Koran.
Übertragungen ins Deutsche
- Korantext und deutsche Übersetzung (Rudi Paret 1979) im Rahmen des Corpus Coranicum, hg. Berlin-Brandenburgische Akademie der Wissenschaften, auf: corpuscoranicum.de.
- Übersetzungen im Vergleich: Übersetzung der Ahmadiyya Gemeinde, von M. A. Rassoul, Moustafa Maher im Auftrag der Azhar-Universität sowie eine modifizierte Fassung der Übersetzung von Rudi Paret
- Koranübersetzung von Muhammad A. Rassoul (s. o.) bei Quran Explorer (nebst arabischem Text und verschiedenen Rezitationen und anderen Übersetzungen) und bei islam.de
- Ahmad von Denffer: Koran auf Deutsch. Auf koran-auf-deutsch.de.
- Koranübersetzung der Ahmadiyya Muslim Gemeinde (s. o.)

Übertragungen ins Englische
- Übersetzung ins Englische von George Sale, London 1734, e-Text im Project Gutenberg